# Noksyptylina
Noksyptylina – organiczny związek chemiczny, trójpierścieniowy lek przeciwdepresyjny stosowany w postaci chlorowodorku. Noksyptylina została wprowadzona do lecznictwa w 1966 roku pod nazwą handlową Agedal przez firmę farmaceutyczną Bayer AG. Posiada zbliżone do amitryptyliny właściwości terapeutyczne. Wywiera zrównoważony wpływ na napęd psychomotoryczny. W porównaniu z imipraminą i amitryptyliną odznacza się nieco słabszym działaniem cholinolitycznym. Może być stosowana w depresjach endogennych, reaktywnych i inwolucyjnych.
Dawki terapeutyczne chlorowodorku noksyptyliny: jednorazowa 0,025–0,05 g; dobowa 0,05–0,15 g.
Dawniej preparat był dostępny w Polsce pod nazwą Noxiptilinum (tabletki 0,025 g). Wytwarzany był przez Rzeszowskie Zakłady Farmaceutyczne Polfa. Noksyptylina obecnie nie jest stosowana w lecznictwie.